# Eupsophus calcaratus
Eupsophus calcaratus is een kikker uit de familie Alsodidae. De soort kreeg een wetenschappelijke naam van Albert Carl Lewis Gotthilf Günther in 1881. Oorspronkelijk werd de wetenschappelijke naam Cacotus calcaratus gebruikt. Later werd de soort benoemd als Zachaenus roseus.
Eupsophus calcaratus komt voor in delen van Zuid-Amerika en leeft in de landen Argentinië en Chili.